# Carl Samuel Haeusler

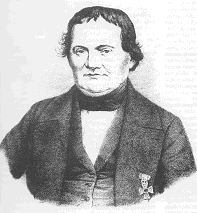
Carl Samuel Haeusler

Carl Samuel Haeusler (* 6. November 1787 Nikolstadt; † 13. Dezember 1853 Hirschberg im Riesengebirge) war ein deutscher Unternehmer und Pionier der Herstellung von Schaumwein.

## Leben
Haeusler wuchs in Semmelwitz (heute Ortsteil von Paszowice) auf und wurde nach Wanderjahren in Hirschberg im Riesengebirge ansässig, wo er Spezereiwaren vertrieb. Ab 1822 stellte er Schaumwein aus Äpfeln her. 1826 gründete er zusammen mit dem Textilkaufmann Friedrich Förster und dem Weinhändler August Grempler die Sektkellerei Häusler, Förster & Grempler in Grünberg, die als erste in Deutschland Schaumwein industriell herstellte. 1834 schied Häusler aus dem Unternehmen aus und betrieb danach in Hirschberg ein eigenes Geschäft.
In Hirschberg erfand er Holzcement zur Dachbedeckung.

## Schriften
- Die ächte Obstwein - Fabrikation für jede Haushaltung oder die Kunst sich aus Aepfeln und Birnen auf leichte Weise, und fast ohne Kosten, einen wohlfeilen, bald geniessbaren, gesunden und höchst angenehmen Cider; einen viele Jahrelang dauernden, kräftigen, balsamischen Obstwein; und einen veredelten, ja wahrhaft edlen gleich dem besten Rebenwein dauernden Wein darzustellen. 1830
- Die Lehre von der Anwendung der selbst erfundenen Holzcemente, Hirschberg 1851 Digitalisat
- Obstkunde – Beschreibung neuer Obstsorten, die seit lange im Riesengebirge zu Hause sind, oder solcher, die aus Kernwildlingen gewonnen und noch nirgends von einem Pomologen beschrieben wurden, Hirschberg 1852
- Katalog der Obstbäume welche in den Baumschulen von C. S. Häusler zu Hirschberg in Schlesien kultivirt werden – für das Jahr 1852 und 1853, Hirschberg 1853